# Carlo Vittadini
Carlo Vittadini (San Donato Milanese, 11 giugno 1800 – Milano, 20 novembre 1865) è stato un botanico e micologo italiano.

## Biografia
Nacque a Monticello, frazione a sud di San Donato Milanese, figlio di agricoltori, Pietro Giovanni e Maddalena Castoldi. Studiò prima a Milano e poi all'Università degli Studi di Pavia, dove si laureò in Medicina con la tesi dal titolo "Tentamen mycologicum seu Amanitarum illustratio" (Saggio micologico, ovvero Illustrazione delle amanite) in cui descrisse 14 specie di Amanita, tra le quali Amanita vittadinii.
Si dedicò successivamente anche allo studio delle Tuberaceae (tartufi) da cui scaturì la "Monographia Tuberacearum", con 5 tavole a colori disegnate di suo pugno, nella quale descrisse 65 specie, delle quali 51 specie completamente nuove (fig.1).
Nel 1835 pubblicò "Descrizione dei funghi mangerecci più comuni d'Italia", opera in cui descrisse 56 specie, delle quali 15 nuove specie, accompagnata da 44 tavole a colori da lui disegnate (fig.2 e fig.3).
Nel 1841  con "Monographia Lycoperdineorum", nella quale descrisse 50 specie, delle quali 23 mai censite (fig.4), vinse un concorso dell'Accademia delle Scienze di Torino.
Morì di tisi il 20 novembre 1865.

## Galleria d'immagini

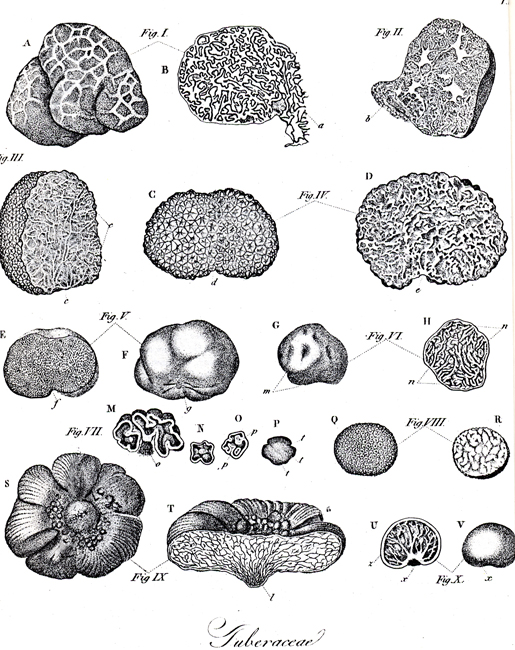
Fig.1 - Tuberaceae
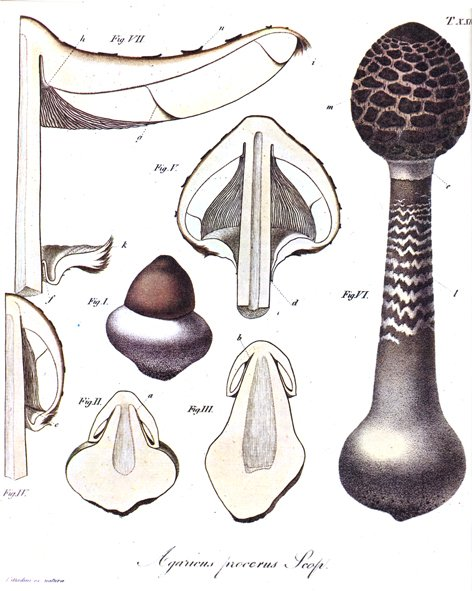
Fig.2 - Macrolepiota procera
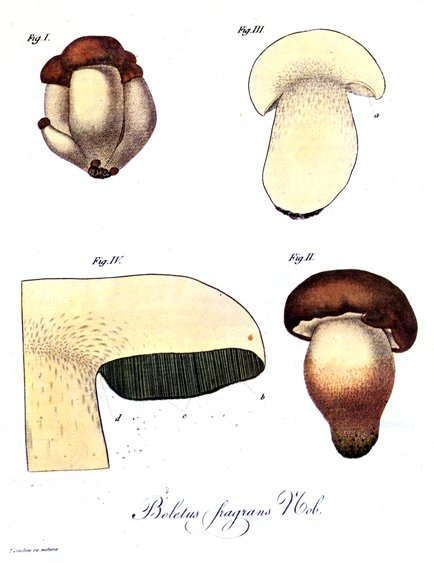
Fig.3 - Boletus fragrans
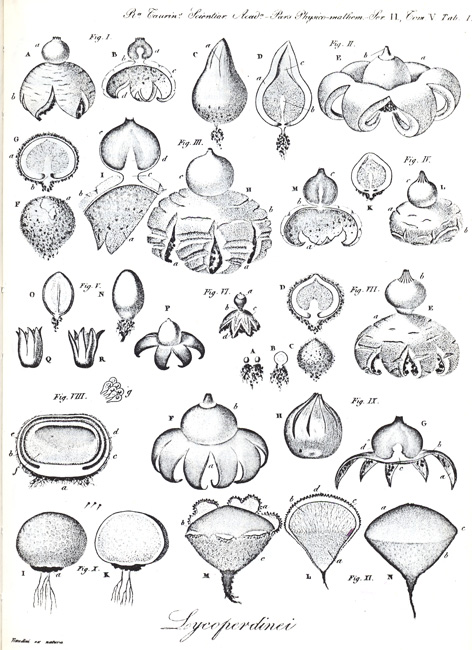
Fig.4 - Lycoperdaceae

## Opere (parziale)

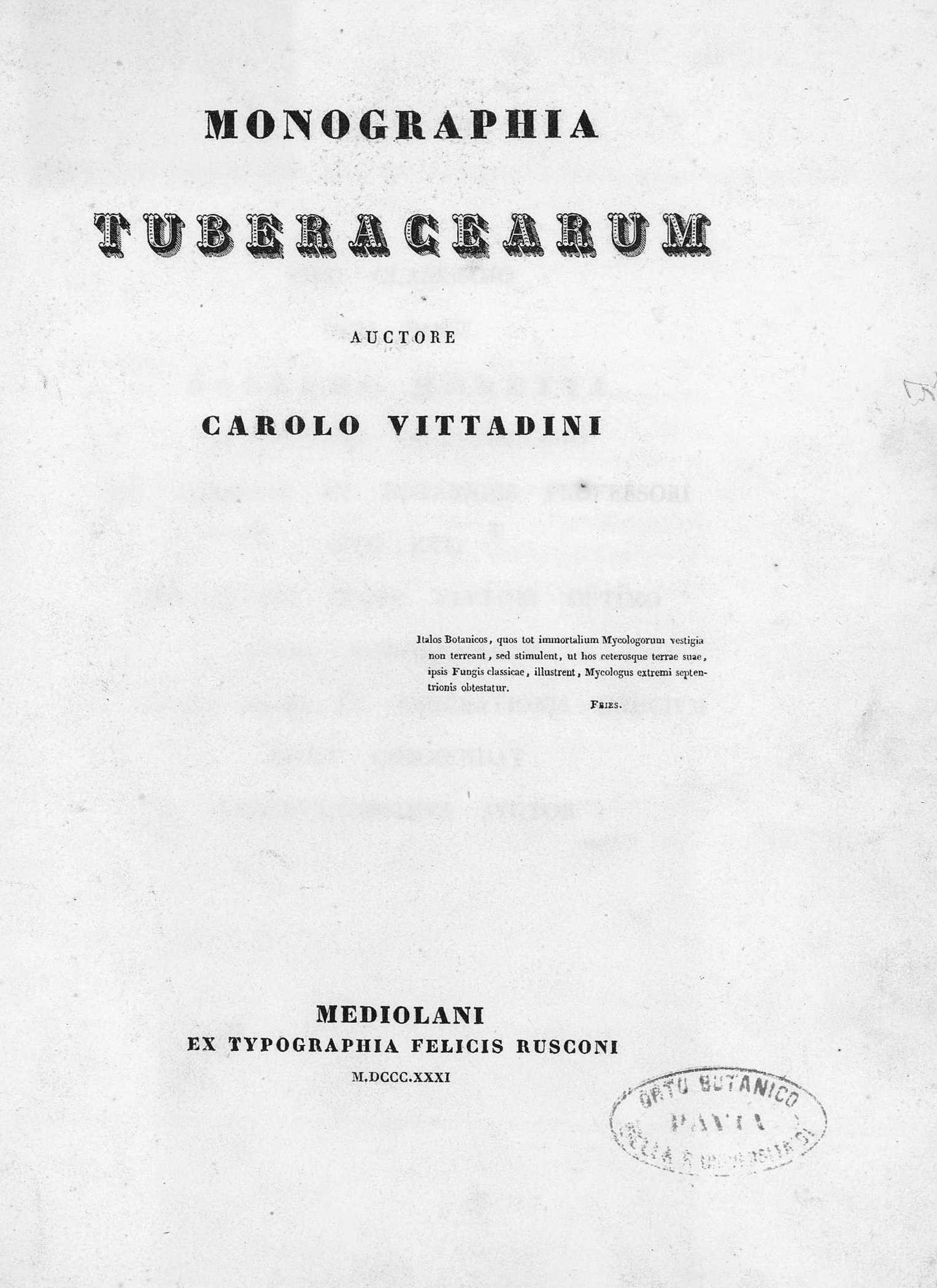
Monographia tuberacearum, 1831

- (LA) Monographia tuberacearum, Milano, Felice Rusconi, 1831.
- I tartufi fra ricerca e divulgazione (con Luigi Villa), Provincia di Pavia, 2001.